# Alfaropsis roxburghiana
Alfaropsis roxburghiana är en valnötsväxtart som först beskrevs av Nathaniel Wallich, och fick sitt nu gällande namn av I.A. Iljinskaja. Alfaropsis roxburghiana ingår i släktet Alfaropsis och familjen valnötsväxter. Inga underarter finns listade i Catalogue of Life.